# Branislav Ivanović
Branislav Ivanović, född 22 februari 1984 i Sremska Mitrovica, i Socialistiska republiken Serbien, SFR Jugoslavien
(nuvarande Serbien), är en serbisk före detta fotbollsspelare.

## Karriär
Den 1 februari 2017 värvades Ivanović av ryska Zenit Sankt Petersburg, där han skrev på ett 2,5-årskontrakt.
Efter tre säsonger i Zenit Sankt Petersburg återvände Ivanović i september 2020 till Premier League, men den här gången till nyuppflyttade West Bromwich Albion.

## Meriter

### Lokomotiv Moskva
- Ryska cupen: 2006/2007

### Chelsea
- Premier League: 2009/2010, 2014/2015, 2016/2017
- FA-cupen: 2009, 2010, 2012
- Uefa Champions League: 2011/2012
- Uefa Europa League: 2012/2013
- Engelska Ligacupen: 2014/2015

### Zenit Saint Petersburg
- Premjer-Liga: 2018/2019, 2019/2020
- Ryska cupen: 2019/2020